# Лучна секунда
Лучна или угловна секунда (1’’) је мерна јединица за мерење величине угла и износи 60-и део једног лучног (или угловног) минута или 3.600-ти део једног лучног (или угловног) степена.